# Abou Hammou III
Abou Hammou III est un sultan zianide qui règne à Tlemcen en 1516 puis de 1517 à 1518 en succession de son neveu Abou Thabet Mohamed et en concurrence avec le frère de ce dernier Abou Zeyan.
Il fait emprisonner son rival et continue à régner en tributaire de Charles Quint. Abou Zeyan a les faveurs de la population qui fait alors appel aux frères Barberousse, depuis 1516 maitres d'Alger. Aroudj Barberousse, proclamé sultan d'Alger depuis 1516, prépare alors une expédition composée de Levantins, d'Andalous et d'Algériens. Il reçoit notamment l'aide de Belkadi, souverain de Koukou. Aroudj et Moulay Abou Hammou se livrent bataille dans la plaine de Sidi Bel Abbès où Moulay Abou Hammou est vaincu. Aroudj prend Tlemcen sans résistance, Moulay Abou Hammou a fui vers Oran où il est accueilli par ses alliés Espagnols. 
Aroudj est accueilli dans Tlemcen en libérateur mais Abou Zeyan est assassiné comme le cheikh At Toumi d'Alger, probablement en raison d'un complot contre Barberousse. Aroudj se maintient durant un an dans Tlemcen d'où il gouverne depuis le Mechouar. Abou Hammou III, intrigue depuis Oran, alors possession espagnole, pour reprendre son trône,.